# Norihiro Kawakami
Norihiro Kawakami (川上 典洋?, Kawakami Norihiro; Izumo, 4 aprile 1987) è un ex calciatore giapponese, di ruolo difensore.

## Carriera
Ha giocato nella massima serie dei campionati singaporiano e laotiano.

## Palmarès

### Club

#### Competizioni nazionali
- Coppa di Lega di Singapore: 1

Albirex Singapore: 2011